# Gerhard Ruden
Gerhard Ruden (* 25. August 1946 in Haldensleben) war von 2005 bis 2010 Landesbeauftragter für die Unterlagen der Staatssicherheit von Sachsen-Anhalt. Er war vom Juni 1993 bis Juli 1994 erster Landesvorsitzender von Bündnis 90/Die Grünen Sachsen-Anhalt und als CDU-Mitglied von 2002 bis 2005 Mitglied des Landtages von Sachsen-Anhalt.

## Ausbildung
Gerhard Ruden besuchte die Erweiterte Oberschule und machte eine Ausbildung zum Schlosser. Später studierte er Bauingenieurswesen an der Hochschule für Architektur und Bauwesen in Weimar und war nach dem Abschluss ein Jahr als wissenschaftlicher Assistent tätig. Anschließend arbeitete er als Ingenieur. Er leistete den Grundwehrdienst in der Nationalen Volksarmee ab und arbeitete in mehreren Volkseigenen Betrieben als Projekt- und Forschungsingenieur.

## Politisches Engagement
Ruden war gegen Ende der DDR Mitglied in dem evangelischen Friedensarbeitskreis der Martinsgemeinde bei Pfarrer Rainer Bohley in Magdeburg und von dort kommend auch in der Initiative Frieden und Menschenrechte aktiv. 
Am 5. Dezember 1989 half er bei der Gründung des „Runden Tisches Magdeburg“ im Rathaus Magdeburg. Hier wurde der Vorschlag von Norbert Bischoff vom Koordinierungsausschuss der Katholischen Kirche angenommen, ein Bürgerkomitee (BK) zu benennen, welches Hinweisen auf Aktenvernichtung beim AfNS nachgehen sollte.
Nach der Wende und friedlichen Revolution war Ruden für das Bündnis 90 und aus der Initiative Frieden und Menschenrechte kommend von Mai 1990 bis Dezember 1994 Beigeordneter und Dezernent für Umwelt der Stadt Magdeburg. 
Nach einer Urabstimmung über einen Assoziationsvertrag zwischen den Grünen und Bündnis 90 im April 1993 fand vom 26.–27. Juni eine Landesdelegiertenkonferenz Bündnis 90/Die Grünen in Wernigerode statt. Ein gemeinsamer Landesverband mit Vorstand und Satzung wurde gebildet und daraufhin Gerhard Ruden zusammen mit Beate Thomann zu den Landesvorsitzenden von Bündnis 90/Die Grünen Sachsen-Anhalt gewählt. Beide bildeten bis Juli 1994 die erste grün-alternative Doppelspitze des Landes Sachsen-Anhalt.
Nachdem die grüne Basis Ruden auf Grund seiner Amtsführung das Vertrauen entzogen hatte, engagierte er sich zunächst verstärkt ehrenamtlich im Bürgerkomitee Magdeburg. Aber erst der Übertritt zur CDU im Vorfeld des Bundesparteitages in Hannover (21./22. Oktober 1996) ermöglichte Ruden den Antritt des Geschäftsführers des Abwasserbetriebes der Stadt Magdeburg.
Zur Landtagswahl 2002 trat Gerhard Ruden im Wahlkreis Magdeburg II an gegen Reinhard Höppner, den damaligen Ministerpräsidenten von Sachsen-Anhalt, und gewann das Direktmandat. Er war von 2002 bis 2005 Mitglied der CDU-Landtagsfraktion im 4. Landtag von Sachsen-Anhalt.

## Stasivorwürfe
Seit dem 15. Juni 2005 war Gerhard Ruden Landesbeauftragter für Stasi-Unterlagen von Sachsen-Anhalt. Am 31. März 2010 trat er von seinem Amt zurück.
Hintergrund des Rücktritts waren Enthüllungen über Äußerungen Rudens in einer Vernehmung durch die Staatssicherheit im Jahr 1968, in der er einen Freund belastet hatte. Ruden denunzierte ihn als uneinsichtigen Systemkritiker, bescheinigte ihm „Uneinsichtigkeit gegenüber Maßnahmen der Regierung der DDR“ und bezichtigte ihn des Hörens „westlichen Rundfunks“.
Der Freund wurde wegen „ungesetzlichen Grenzübertritts“ später zu fünf Jahren Haft verurteilt, wobei Ruden einräumte, dass seine Aussage „sicher für die Anklage mitverwendet“ wurde. Als besonders schwerwiegend erwiesen sich Äußerungen Rudens in einem Interview mit der Magdeburger Volksstimme, die als Schuldzuweisungen an Opfer der Staatssicherheit verstanden wurden. Ruden hatte unter anderem geäußert: „Ich meine, wenn einer verhaftet wird, dann hat er ja wohl in erster Linie selbst daran Schuld.“ Ruden bedauerte in seiner Rücktrittserklärung diese Äußerungen als missverständlich.
Am 7. April 2010 zog Ruden überraschend seinen Antrag auf Entlassung zurück. Im Landtag und bei Opferverbänden wurde dies massiv kritisiert. In den deutschen Medien wurden in Folge Spekulationen laut, ob sich Ruden mit seinem Rücktritt vom Rücktritt Versorgungsansprüche sichern wolle, da ihm diese erst nach fünf Jahren im Amt zustehen. Dieser Zeitpunkt liegt bei Ruden im Juni 2010. Mit der Begründung, dass Ruden dem Ansehen des Amtes und der Opferverbände mit öffentlichen Äußerungen geschadet habe, untersagte die Landesregierung ihm die weitere Führung der Amtsgeschäfte des von ihm jedoch formal auch weiterhin bekleideten Amtes.
Am 14. Juni 2010 wurde Gerhard Ruden vom Ministerpräsidenten Wolfgang Böhmer aus seinem Amt entlassen.

## Sonstiges
Ruden ist verheiratet und hat ein Kind.

## Publikation
- gemeinsam mit Wilfried Lübeck, Knüppel, Kerzen, Dialog – Die friedliche Revolution 1989/90 im Bezirk Magdeburg, Mitteldeutscher Verlag Halle (Saale) 2009, ISBN 978-3-89812-646-5